# Hvad Møllebranden afslørede
Hvad Møllebranden afslørede er en dansk stum romantisk dramafilm fra 1912 produceret af Nordisk Films Kompagni og instrueret af Eduard Schnedler-Sørensen efter eget manuskript. Filmen dramatiske højdepunkt er en møllebrand, hvor den mandlige helt redder sin elskede og deres barn ud af en brændende mølle; sidstnævnte via møllevingen, mens møllen står i flammer. 
Filmen havde premiere den 13. august 1912 i Panoptikon Teatret og blev i tysktalende lande distribueret som Das Geheimnis der Mühle, i Sverige (og svensktalende dele af Finland) som Kvarnens hemlighet og i fransktalende lande som Le Secret Du Vieux Moulin. 

## Handling
Major von Erlenbeck har været en god mand og har kautioneret for mange af sine venner og bekendte, men som følge af kautionerne har det været nødvendigt at flytte langt ud på landet med sin datter Alma (spillet af Zanny Petersen). De bor tæt ved en gammel forladt mølle. Alma møder godsejer Staals søn, Svend, og de bliver gode venner. En dag, da de to har stævnemøde i godsejerens park, overraskes de af godsejeren, der forbyder Svend at se Alma. Svend nægter, og han forlader godset og flytter til hovedstaden, men lover Alma, at han nok skal hente hende, når han får mulighed. 
Efter noget tid opdager Alma, at forholdet har haft følger, og hun fortæller det til Svend, der lover, at hjælpe hende, men da faren har slået hånden af ham, har han ikke lige nu midlerne til det. Alma føder sit barn i hemmelighed på Fødselsstiftelsen, og både Alma og Svend er lykkelige for det lille barn. Men majoren må ikke få noget at vide. Alma udtænker en plan: Hun gemmer barnet i den gamle forladte mølle. Hun sover der om natten med barnet, men ved daggry står hun op, og går hjem i sin seng, så det ser ud som om hun har sovet der hele natten. Men en morgen har hun glemt lampen, da hun går. Lampen falder ned og eksploderer, og møllen står i brand. Møllen er gammel og forladt, så ingen tænker på at slukke branden. Men Alma kommer styrtende, og til alles forbløffelse løber hun ind i møllen. Majoren prøver at holde hende tilbage, men forgæves. Samme dag er Svend vendt tilbage, og også han er taget til den brændende mølle. Da han hører, at Alma er løbet derind, styrter han og kusken ind i møllen. Inde i den brændende mølle finder de Alma, der er besvimet. Kusken redder hende ud, mens Svend stormer op ad trappen for at redde barnet. Men nu står hele møllen i flammer, og Svend må redde sig og barnet ud ved hjælp af møllevingerne. Da godsejeren kommer til stedet, blødgøres hans sind, og han giver med glæde sit samtykke til de to unge.

## Stunts og effekter
Som var typisk for dén tids film blev møllebranden ikke efterredigeret eller skabt med special effects; i stedet blev filmens ikoniske scene optaget ved at stikke brand i en udtjent vindmølle, og heltens redningsflugt ud af møllen via møllevingen blev udført af stuntmand Alf Nielsen som en reel vingevandring.

## Medvirkende
- Frederik Jacobsen - Major von Erlenbeck
- Zanny Petersen - Alma, majorens datter
- Anton Gambetta Salmson - Godsejer Staal
- Svend Melsing - Svend, godsejerens søn
- Frederik Buch - Johan, kusk
- Maja Bjerre-Lind
- Alf Nielsen - stuntmand